# YOU AND I (永井真理子の曲)
『YOU AND I』（ユー・アンド・アイ）は永井真理子の16枚目のシングル。1992年4月22日にファンハウスよりリリースされた。

## 概要
前作より5ヶ月ぶりとなるシングル。表題曲『YOU AND I』は讀賣テレビ系アニメ「YAWARA!」4代目オープニングテーマ（第103話 - 124話）。
同じレコード会社所属の陣内大蔵による提供作品。
本楽曲は永井のベスト・アルバム『Birth to the Future〜25Singles〜』『GOLDEN☆BEST 永井真理子 〜Complete Single Collection〜』のみに収録されている。
2022年7月現在3番目に売れたCDシングル。

## 収録曲
1. YOU AND I
作詞・作曲：陣内大蔵／編曲：根岸貴幸
2. いつもいつでも
作詞：永井真理子／作曲：永井真理子・廣田コージ／編曲：M's Power
ライブ・アルバム『1992 Live in Yokohama Stadium』にライブ音源が収録
3. YOU AND I（オリジナル・カラオケ）

## 収録作品
| 発売日        | タイトル                       | 規格品番  |
| ------------- | ------------------------------ | --------- |
| 2013年2月27日 | 恋するモード〜いとしい気持ち〜 | MHCL-2238 |